# Fernand Dupuy
Fernand Dupuy, född 2 mars 1917 i Jumilhac-le-Grand i Dordogne, död 15 juni 1999 i Limoges, var en fransk kommunistisk politiker. Han var generalråd i Seine, borgmästare i Choisy-le-Roi och ställföreträdande för Seine och sedan för Val-de-Marne.